# Rosh Hashaná (Talmud)

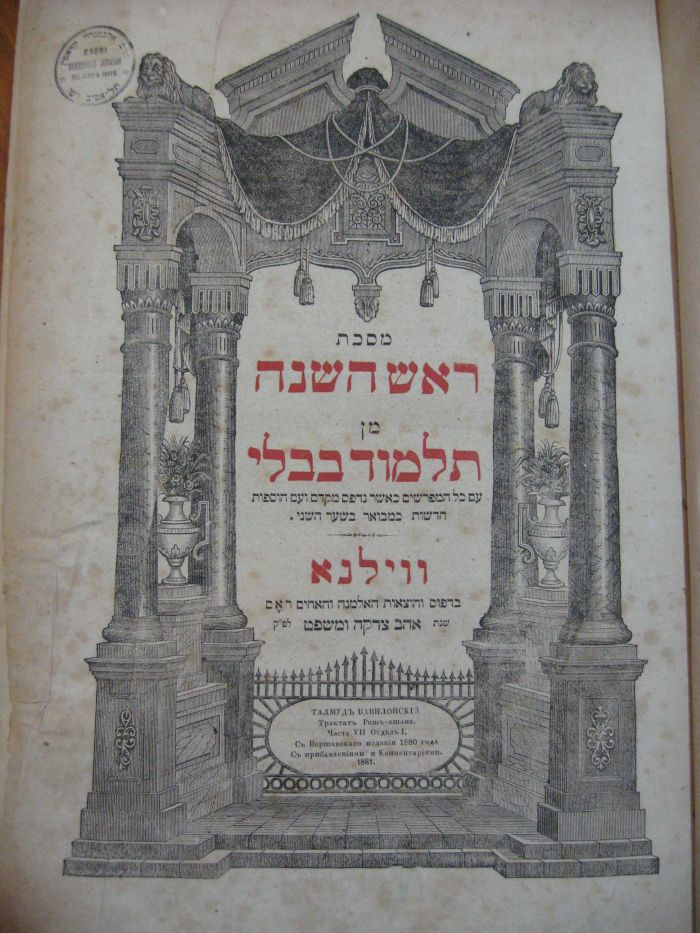
Portada del tratado Rosh Hashaná, edición de Vilna (1881).

Rosh Hashaná (en hebreo: ראש השנה) es el nombre de un texto de la ley judía originada en la Mishná, que forma parte de los tratados del Talmud de Babilonia y del Talmud de Jerusalén. Es el octavo tratado de la orden de Moed. El texto contiene las normas más importantes relativas al calendario hebreo, junto con una descripción de la inauguración de los meses, las leyes sobre la forma y el uso del shofar y las leyes relacionadas con los servicios religiosos celebrados durante la fiesta del año nuevo judío, el Rosh Hashaná.

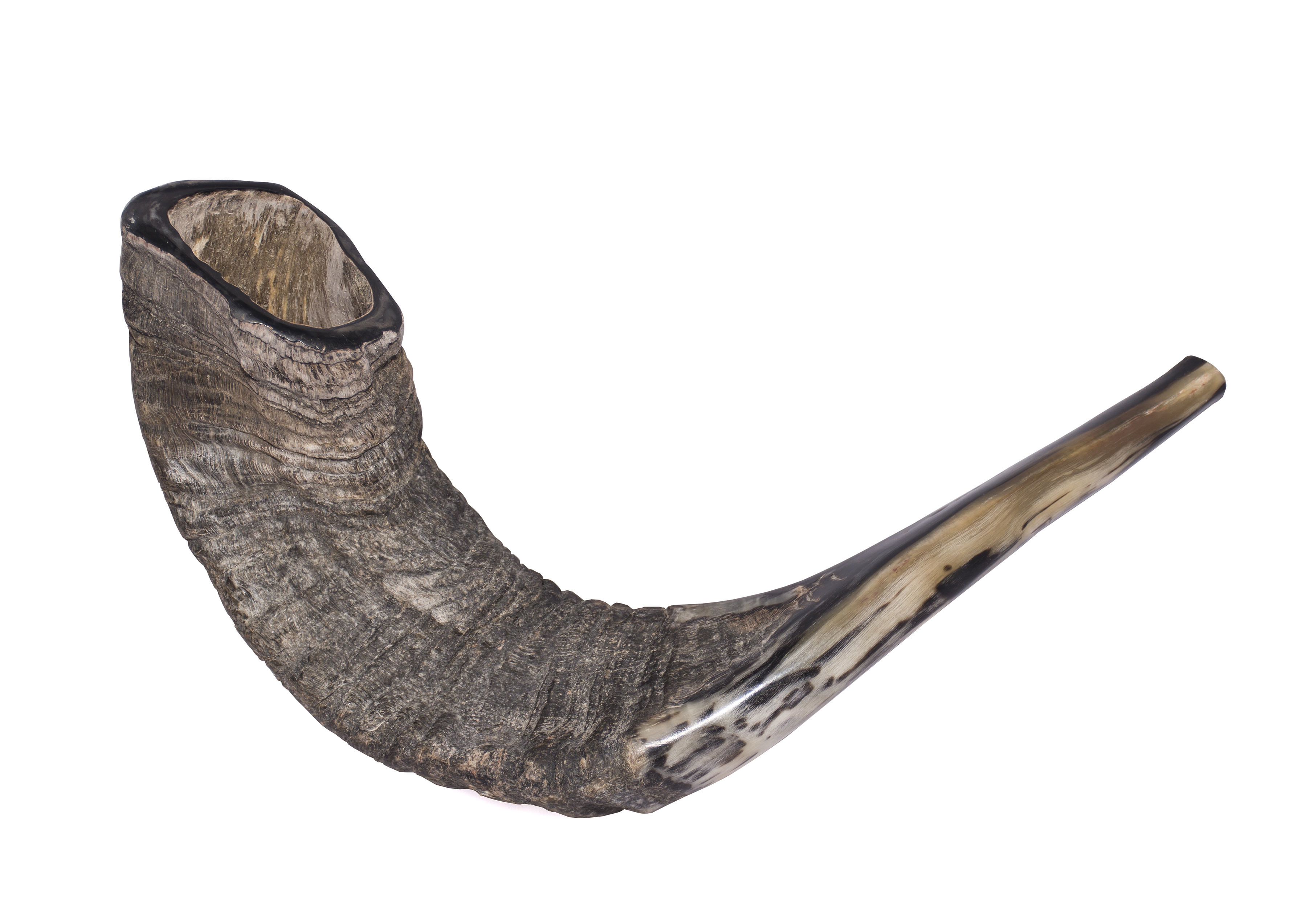
El shofar se interpreta en las sinagogas durante las ceremonias del Rosh Hashaná

El tratado habla de las leyes del calendario hebreo, que en la antigüedad estaban basadas en la observación directa del nacimiento de la luna y en la autenticación de los testimonios por parte del Sanedrín. Debido a la existencia de comunidades alejadas de Jerusalén, era necesario el envío de emisarios cuya misión tenía en ciertos casos prioridad sobre el descanso sabático, el Shabat. Por otro lado, como su nombre indica, este tratado está dedicado a la fiesta judía de Rosh Hashaná, y a su principal ordenanza bíblica: hacer sonar el shofar, un instrumento hecho con el cuerno de un animal.